# Culturele hegemonie
Culturele hegemonie is de dominantie van de cultuur van de heersende klasse binnen een maatschappij. De politieke en economische macht van deze klasse geeft deze via onder meer onderwijs en massamedia ook een grote mate van controle over de waarden en normen van die maatschappij.
Volgens de marxistische filosoof Antonio Gramsci was het aan de culturele hegemonie van de bourgeoisie te wijten dat de klassenstrijd in het Westen zo lang op zich liet wachten. Deze culturele dominantie zou een vals bewustzijn creëren van religie en nationalisme waarmee het proletariaat werd misleid en meende te leven in de beste van alle mogelijke werelden. Om de proletarische revolutie te laten slagen, zou het proletariaat een eigen culturele hegemonie moeten zien te verkrijgen en zo het klassenbewustzijn bevorderen.
De klassen en groepen die buiten de hegemonie vallen, noemde Gramsci subaltern. Dit is niet de onderklasse of proletariaat, wat economische groepen zijn, maar groepen die door de culturele hegemonen als cultureel achtergesteld worden beschouwd. Gramsci gaf zelf als voorbeeld het onderscheid tussen standaardtaal en streektaal.